# 엔 동굴
엔 동굴(베트남어: Hang Én)은 베트남 꽝빈성에 있는 유네스코 세계유산인 퐁냐께방 국립공원에 있는 동굴이다. 엔 동굴은 같은 국립공원의 선도옹 동굴, 말레이시아의 사슴 동굴에 이어 세계에서 세 번째로 큰 동굴이다. 동굴에는 정글, 물, 해변, 기후가 있다. 엔 동굴에는 3개의 출입구가 있다.
1,645m의 산을 통과하는 이 동굴은 최대 높이가 약 100m이며, 최대 폭 약 170m이다. 이 동굴은 2km 떨어진 선도옹 공굴의 진입처가 된다. 동굴에 도착하는 유일한 방법은 헬리콥터, 또는 가장 가까운 도로에서 약 4시간 정도 정글 트레킹하는 것이다.
엔 동굴과 선도옹 동굴은 2015년 5월 베트남에서 열린 ‘올해의 10대 문화행사’ 중 하나로 불리는 TV 프로그램 ‘굿모닝 아메리카’에서 방영된 영상에 모두 출연했다. 엔 동굴은 미국의 워너 브라더스가 2015년 개봉한 영화 〈팬 (영화)|팬〉의 촬영지가 되었다.

## 같이 보기
- 퐁냐 동굴
- 선도옹 동굴
- 티엔드엉 동굴